# Huub Maas
Pour les articles homonymes, voir Maas.
Huub Maas né le 23 novembre 1970 à Rosendael aux Pays-Bas est un duathlète professionnel, champion du monde de duathlon en 2002.

## Biographie
De 2007 à 2010, Huub Maas a été le sélectionneur national section duathlon de la fédération hollandaise de triathlon. Ingénieur, il est marié et a deux enfants.

## Palmarès duathlon
Le tableau présente les résultats les plus significatifs (podium) obtenus sur le circuit national et international de duathlon depuis 1998.
| Année | Compétition                                       | Pays       | Position           | Temps           |
| ----- | ------------------------------------------------- | ---------- | ------------------ | --------------- |
| 2003  | Powerman Duathlon                                 | Suisse     | Médaille de bronze | 6 h 32 min 24 s |
| 2003  | Championnats du monde de duathlon longue distance | Suisse     | Médaille de bronze | 6 h 32 min 24 s |
| 2002  | Championnats du monde de duathlon longue distance | Autriche   | Médaille d'or      | 3 h 11 min 34 s |
| 2002  | Powerman Duathlon                                 | Suisse     | Médaille de bronze | 6 h 31 min 16 s |
| 2001  | Powerman Alabama                                  | États-Unis | Médaille d'or      | Timing          |
| 2001  | Championnats du monde de duathlon longue distance | Pays-Bas   | Médaille de bronze | 2 h 46 min 41 s |
| 2001  | Championnat des Pays-Bas de duathlon              | Pays-Bas   | Médaille d'or      | Timing          |
| 2000  | Championnats du monde de duathlon                 | France     | Médaille de bronze | 1 h 47 min 40 s |
| 2000  | Championnat des Pays-Bas de duathlon              | Pays-Bas   | Médaille d'or      | Timing          |
| 1999  | Championnat des Pays-Bas de duathlon              | Pays-Bas   | Médaille d'or      | Timing          |
| 1998  | Powerman Pays-Bas                                 | Pays-Bas   | Médaille d'or      | Timing          |
| 1998  | Championnat des Pays-Bas de duathlon              | Pays-Bas   | Médaille d'or      | Timing          |

## Distinction
- 2005 : Prix Rob Barel